# Spionaggio
Lo spionaggio è un'attività di raccolta di informazioni volta a ottenere la conoscenza di segreti, solitamente da rivali o nemici, per ottenere vantaggi militari, politici o economici.
Preposte a tali attività sono spesso organi o strutture di uno Stato, detti servizi segreti, spesso facenti capo a determinate agenzie, ma il concetto è applicabile anche ad altri contesti, come nel caso dello spionaggio industriale. L'attività di contrasto allo spionaggio viene definita controspionaggio.
Esistono due tipi di spionaggio: militare e civile.

## Storia
Fin dalle origini la raccolta di notizie di vitale importanza fu utile a prevenire e ad attenuare gli attacchi dei nemici.
Gli antichi egizi svilupparono in modo approfondito un sistema per l'acquisizione di informazioni, a danno degli Ittiti, dopo la Battaglia di Qadeš (1296 a.C.) e per controllare la Nubia. In poche occasioni il servizio segreto egizio mancò al suo cómpito. Il primo di questi periodi coincide con la situazione caotica che seguì al tentativo di riforma religiosa in senso monoteistico attuata dal faraone Akhenaton (1369 a.C. – 1332 a.C.), culminata in un colpo di Stato militare dopo una serie di regni di faraoni poco rappresentativi, da parte del generale Horenheb (1342 a.C. – 1303 a.C.), quando il regno s'indebolì progressivamente. Il secondo di questi periodi vede l'avvento della XXV dinastia di faraoni nubiani (760 a.C.) e la loro cacciata da parte degli Assiri (671 a.C.). In entrambi i casi non fu prevista l'invasione straniera, del Regno di Kush prima e dell'Assiria poi. Infine, il tracollo definitivo del plurimillenario regno egizio nel 525 a.C., quando il re persiano Cambise (563 a.C. – 521 a.C.) sconfisse il faraone Psammetico III (548 a.C. – 525 a.C.) nella battaglia di Pelusio, il che fu possibile grazie anche alla disorganizzazione del servizio informativo egizio.
È noto che anche gli Ebrei usavano delle spie nella secolare contesa con i Filistei.
I Fenici utilizzavano una vasta rete di spie militari sotto copertura di mercanti, presenti in ogni porto del Mar Mediterraneo. Una rete di tal genere operava anche a Roma fin dall'epoca regia e, grazie ai dispacci inviati da tali agenti segreti, fu possibile a Cartagine redigere trattati a lei vantaggiosi con i Romani (Trattati Roma-Cartagine).
Gli Assiri erano costantemente informati di quanto succedeva in Egitto, tanto che lo invasero preventivamente e lo tennero per un ventennio soggiogato quando si profilò il pericolo di una guerra duratura. (671 a.C. – 649 a.C.) La situazione caotica che si sviluppò in Assiria a partire dal 621 a.C., di vera e propria guerra civile fece sì che il servizio d'informazione venisse meno e ne approfittarono i nemici interni (Babilonia) ed esterni (Media ed Elam) per stringere un patto di alleanza con cui sconfiggere l'ultimo re assiro, Sin-shar-ishkun (633 a.C. - 612 a.C.) e distruggere per sempre la potenza assira (distruzione delle città di Assur, 614 a.C., Ninive, 612 a.C., capitolazione della piazzaforte di Harran, 609 a.C.).
Alla caduta dell'Assiria seguì un sessantennio di equilibrio di forze tra le potenze dell'epoca. Le sfere d'influenza vedevano un sostanziale equilibrio tra la Media di re Ciassare (Hvakhshathra, 651 a.C. – 584 a.C.) prima e di re Astiage (Ishtovigu, 607 a.C. – 549 a.C. poi, l'Egitto, il Regno Caldeo di Babilonia sotto re Nabucodonosor II (629 a.C. – 562 a.C.), la Lidia di re Creso (626 a.C. – 546 a.C.) e Sparta. Ma nessun servizio segreto previde la rivolta di Ciro il Grande (591 a.C. – 529 a.C.) di Persia contro la Media e il fulmineo colpo di mano che gli fece conquistare l'impero dei Medi nella primavera del 550 a.C. Rotto l'equilibrio, i diversi servizi segreti non riuscirono più a mantenere lo stato di bilanciamento delle forze tra i summenzionati stati e i Persiani procedettero ad annettersi, nell'ordine, la Lidia nel 547 a.C. con le città greche della Ionia, Babilonia nel 538 a.C., Cipro e le isole del Dodecaneso nel 532 a.C., la Tracia nel 528 a.C., l'Egitto nel 525 a.C., la Macedonia nel 521 a.C., l'Epiro nel 519 a.C. È altresì attestato che, nel 518 a.C., terminata la conquista dell'India e del Pamir, il re persiano Dario I (549 a.C. – 486 a.C., avesse inviato emissari sotto mentite spoglie per avere notizie della Grecia e della Magna Grecia al fine di procedere all'annessione di tutti questi territori e, forse, dell'intera Italia.
Anche la rivolta ionia contro i Persiani (500 a.C. – 494 a.C.) pare fosse iniziata tramite un messaggio segreto, stando al racconto dello storico Erodoto d'Alicarnasso (484 a.C. – 425 a.C.). Egli tramanda infatti come Aristagora di Mileto (538 a.C. – 487 a.C.) aspettasse l'ordine di Istineo (554 a.C. - 494 a.C.) per iniziare la ribellione e che tale ordine gli giungesse scritto sulla nuca di uno schiavo, dopo che gli erano ricresciuti i capelli.
Di nuovo Erodoto (ripreso alcuni secoli dopo da Cornelio Nepote) narra che la Seconda Guerra Persiana (481 a.C. – 479 a.C.) fallì, forse a opera di un informatore greco alla corte del re persiano Serse I (519 a.C. – 465 a.C.), tale Demarato (530 a.C. - 467 a.C.) che, venuto a conoscenza del piano d'invasione persiano, inviò in Grecia un suo schiavo recante una tavoletta scrittoria di cera vergine, ma il cui sottostante supporto di legno recava dipinto il messaggio d'allarme per Sparta. Questo al fine d'eludere il controllo delle guardie di frontiera persiane. Comunque, anche da parte persiana, si provvide a preparare l'invasione della Grecia con la corruzione tramite un agente segreto di sesso femminile, Targhelia di Mileto (502 a.C. - 448 a.C.), una bellissima etera originaria di Mileto una delle polis dell'attuale Turchia allora sottomesse alla Persia. Il re persiano corrompeva gli uomini più in vista delle città greche con oro e favori di natura sessuale al fine di non trovare ostacoli nell'avanzata.
Se, durante la Guerra del Peloponneso (aprile 431 a.C. - maggio 404 a.C.), sia Atene che Sparta spesso fecero utilizzo di spie, è durante il regno di Alessandro Magno (21 luglio 356 a.C. - 13 giugno 323 a.C.) che lo spionaggio compie un salto di qualità, come dimostra la soppressione della rivolta che vide coinvolti il generale Parmenione (401 a.C. - 329 a.C.) e il di lui figlio, il generale Filota (358 a.C. - 330 a.C.).
Incidenti di spionaggio sono ben documentati nel corso della storia: gli scritti dello stratega cinese Sun Tzu (548 a.C. – 496 a.C.) contengono informazioni sull'inganno e sulla sovversione,
Agenti segreti erano al servizio dei Romani almeno dall'epoca dell'ultimo re, Tarquinio il Superbo (551 a.C. - 474 a.C.), quando organizzò un complotto per impossessarsi della città di Gabi, dopo averne fatto uccidere i personaggi di maggior risalto grazie ad un commando di spie. Anche gli Etruschi della città di Chiusi possedevano agenti segreti. Romani ed Etruschi non riuscirono però a prevenire l'invasione dei Galli di Brenno nel 390 a.C., che sconfisse l'esercito romano nella battaglia del fiume Allia.
I Romani utilizzarono più volte i propri servizi segreti nei momenti cruciali per la sopravvivenza dello Stato. Osservatori romani in incognito prepararono il terreno sia alla conquista di Veio (396 a.C.), sia alla sofferta vittoria sui Latini presso il Lago Regillo (496 a.C.). Inoltre, la sorte della campagna italica del re dell'Epiro, Pirro (318 a.C. - 272 a.C.), fu segnata dalla vittoria romana a Maleventum (poi ribattezzata "Beneventum") nel 275 a.C. grazie alle informazioni ottenute dai servizi segreti cartaginesi alleati dei romani stessi. Nella seconda Guerra Punica, i romani intercettarono i messaggeri di Annibale (247 a.C. - 183 a.C.) nella cittadina spagnola di Ampurias od Emporio e là appresero il piano strategico dell'invasione dell'Italia attraverso le Alpi (218 a.C.), fallendo nel tentativo di bloccare il condottiero punico presso il fiume Rodano. Intercettarono anche gli araldi di Asdrubale Barca (245 a.C. - 207 a.C.) che aveva attraversato, a sua volta, le Alpi, per portare aiuti ad Annibale e lo affrontarono presso il fiume Metauro facendo fallire il piano cartaginese ed - infine - affrontarono ed uccisero Magone Barca (241 a.C. - 203 a.C.) presso Savona, ancora una volta dopo aver intercettato gli emissari cartaginesi.
Giulio Cesare (101 a.C. – 44 a.C.) impiegò la crittografia dei documenti durante la Guerra Gallica (58 a.C. – 52 a.C. Il metodo, semplice ma efficace, consisteva nella traslitterazione, dove ad una lettera ne veniva sostituita un'altra, come attestato nel De bello Gallico. La stessa campagna contro la Britannia (settembre 55 a.C. - luglio 54 a.C.) fu preparata grazie all'aiuto degl'informatori gallici.
Fallirono apparentemente il loro còmpito le spie al soldo di Marco Licinio Crasso (114 a.C. - 53 a.C.), ma si scoprì che erano passate al soldo dei Parti, il che condusse alla disastrosa battaglia di Carre (odierna città turca di Harran).
Il generale romano Agricola (40 d.C. - 93 d.C.) preparò l'intera campagna contro l'attuale Scozia e una spedizione punitiva contro l'attuale Irlanda mediante l'utilizzo di esploratori - spia che precedevano l'avanzare dell'esercito (80 d.C. - 84 d.C.).
Il canto del cigno del servizio segreto romano si ebbe sotto l'imperatore Flavio Claudio Giuliano (331 - 363): la vittoria di Argentoratum (odierna Strasburgo) nel 357 e le vittorie della campagna contro i Persiani Sassanidi del 363 (campagna in cui l'imperatore trovò peraltro la morte) furono ottenute dopo una meticolosa pianificazione tramite i dati inviati da spie e osservatori.
In tempo di guerra l'intelligence dell'esercito era affidata agli exploratores e agli speculatores che andavano in avanscoperta e interrogavano i prigionieri. Incarichi speciali per raccogliere informazioni erano affidati anche ai frumentarii, funzionari militari addetti al reperimento di vettovaglie. Nell'Impero Romano gli addetti ai servizi di informazione e spionaggio furono poi denominati agentes in rebus (agenti in missione) ed erano detti curiosi poiché investigavano ovunque. Dipendevano da una sorta di "ministro dell'informazione", il magister officiorum e furono istituiti da Diocleziano.
L'Impero Bizantino possedeva un notevole organico di uomini dediti allo spionaggio, al sabotaggio, alla corruzione, all'omicidio mirato. Ne è testimonianza l'episodio della congiura ordita ai danni del re degli Unni, Attila (406 - 453), che avrebbe dovuto concludersi con l'omicidio del re barbaro. Ma anche Bisanzio pullulava di agenti che praticavano il doppio gioco e di agenti del controspionaggio e il piano venne sventato. Con gli Unni il conto venne saldato l'anno successivo alla morte di Attila, quando la rivolta dei barbari sottomessi portò alla definitiva sconfitta degli Unni medesimi e al collasso del loro impero, al termine della battaglia del fiume Nedao nel 454 d.C. Verosimilmente, come lascia intendere lo storico goto Jordanes, impiegato nella cancelleria imperiale di Costantinopoli, anche se non coevo della summenzionata battaglia, i Bizantini fomentarono tale rivolta barbarica e addestrarono i rivoltosi.
Durante il Medioevo e fino alla sua caduta 1797, fu la Serenissima Repubblica di Venezia la potenza meglio organizzata in tema di servizi segreti. Il servizio segreto lagunare era dotato di fondi pressoché illimitati e quasi del tutto svincolato da controlli, appunto perché da esso dipese in più di un'occasione la sopravvivenza di Venezia stessa. Dal 1506 era attivo il Segretario alle cifre, "ministro delle spie" ed il controspionaggio era formato da "spie onorate", antesignani dei professionisti dei nostri giorni. A Venezia le denunce anonime in materia di spionaggio venivano depositate in speciali cassette dette boche de leòn. Ed il primo ad usare il termine "agente segreto" fu l'avventuriero Giacomo Casanova che fu anche una spia.
Sembra oramai assodato che l'imperatore Federico Barbarossa (1122 - 1190) avesse informatori infiltrati sia nella Lega Veronese, sia nella successiva Lega Lombarda, ma ciò non gli evitò la sconfitta a Legnano nel 1176.
Un secolo dopo, la battaglia che vide i Guelfi di Firenze sconfitti duramente dai Ghibellini di Siena, di Pisa e di Firenze stessa, a Montaperti nel 1260, fu ottenuta grazie agli agenti che indussero Bocca degli Abati a tradire la patria.
Ad un'asta, nel 2009 è stata venduta una lettera crittografata datata 30 gennaio 1468 che l'informatore Giovanni Blanco inviò al suo committente, il duca di Milano Galeazzo Maria Sforza (1444 - 1476), in cui lo metteva al corrente dei maneggi che il papa Paolo II (1417 - 1471) stava tramando dopo la Pace di Lodi del 1454.
Più di recente hanno giocato una parte importante nell'Inghilterra elisabettiana (vedi Francis Walsingham) e durante il Giappone feudale venivano spesso usati i ninja per ottenere informazioni. Molte moderne tecniche di spionaggio erano già state sviluppate. Anche se in Occidente lo spionaggio fu praticato fin dall'antichità, particolarmente da Egiziani, Cartaginesi e Romani, ma le prime organizzazioni regolari spionistiche si svilupparono solo nel XVI secolo, presso vari Stati europei, specialmente in Francia e Gran Bretagna.
Il re Luigi XIV di Francia (il “Re Sole”, 1638 – 1715) diede un notevole impulso all'organizzazione dei servizi segreti.
Durante la Rivoluzione Francese e il successivo regno di Napoleone I (1769 – 1821) i servizi segreti (la Sûreté) ebbero un ruolo molto attivo. La prima polizia segreta nacque durante la Rivoluzione francese. Del tutto leggendaria è - invece - la figura della "Primula Rossa". Il ministro della polizia Joseph Fouché mise in piedi una potente rete di spie, perfezionando i sistemi utilizzati nel XVII secolo dal cardinale Richelieu il cui consigliere, un frate detto "eminenza grigia", era stato il capo dell'organizzazione dello spionaggio. L'ex galeotto Eugène-François Vidocq fu poi il fondatore della Sûreté francese e del Bureau des Reinsegnements (l'Ufficio delle Informazioni).
Gli Stati Uniti dovettero affrontare il problema dello spionaggio fin dal momento della loro nascita, tanto che l'appellativo di "Benedict Arnold" (14 gennaio 1741 – 14 giugno 1801) è considerato altamente infamante, essendo stato questi il primo traditore della patria.
Un'innovazione nella strategia dei servizi segreti è stata attuata durante la seconda guerra mondiale con l'integrazione delle attività di spionaggio, sabotaggio, guerriglia, attività dietro le linee del fronte nemico se non - addirittura - in territorio nemico (resistenza, guerra parallela, che va sotto il nome di "quinta colonna").
Il creatore dei moderni sistemi di spionaggio può considerarsi il tedesco Wilhelm Stieber (1818 - 1882), che verso la fine del XIX secolo, organizzò vaste reti di agenti di ambo i sessi e di varie categorie sociali dislocati in tutte le parti del mondo e facenti capo a centri periferici, subordinati a loro volta ad un organo centrale, una struttura altamente verticalizzata.
Il "Gabinetto nero" era invece un ufficio per lo spionaggio postale creato dall'Impero austro-ungarico. Prevalentemente formato da francesi e napoletani, erano abilissimi ad aprire e richiudere la corrispondenza senza lasciare tracce nonché a scrivere false lettere.
Sull'esempio tedesco sorsero, in vari paesi, organizzazioni analoghe variamente denominate, quali l'Intelligence Service in Inghilterra, il Deuxième Bureau in Francia, il Servizio Informazioni Militari (SIM) in Italia, l'Organizzazione preposta alla sicurezza dello Stato (KGB) in Unione Sovietica, il Mossad in Israele, ecc. che si distinsero per le loro brillanti azioni durante la prima guerra mondiale e ancora di più nel corso della seconda. Nei vari paesi sorsero centrali di spionaggio - controspionaggio e, per alcuni stati, spionaggio - polizia politica. Nel dopoguerra nacque la Central Intelligence Agency (CIA) negli Stati Uniti.
Anche lo Stato pontificio ebbe i suoi servizi segreti, a iniziare dal 1566 quando papa Pio V fondò un servizio di "intelligence" per combattere il protestantesimo. Organizzazioni di spionaggio e controspionaggio del Vaticano furono Octagonus nel XVI secolo, Ordine Nero nel XVII secolo e Sodalitium agli inizi del Novecento, quest'ultimo con il compito di combattere la diffusione del Modernismo teologico nella Chiesa.

## Caratteristiche dell'attività
L'attività non riguarda solo spionaggio di stato esercitato dai servizi segreti principalmente per scopi militari (spionaggio militare) ma è anche stata estesa allo spionaggio tra imprese, conosciuto come spionaggio industriale. All'interno dello spionaggio civile assumono capitale importanza altre due sottobranche, lo spionaggio economico-finanziario e lo spionaggio industriale-commerciale. Le due forme di spionaggio spesso sfumano reciprocamente e non si possono separare nettamente.
Lo spionaggio militare è la forma più antica di spionaggio, essendo stato praticato fin dall'epoca dei Sumeri, a partire dal 4000 a.C. Esso ha lo scopo duplice di far conoscere in anticipo le intenzioni di nemici e avversari, in senso difensivo e di identificare tutti i nodi vitali del nemico (installazioni militari, industrie manifatturiere, depositi, etc.) nella pianificazione offensiva d'un attacco. Come ebbe a dichiarare Napoleone Bonaparte (1769 - 1821): "Chi colpisce per primo, colpisce due volte!". Nel corso della storia, molte battaglie, innumerevoli conflitti e intere decisioni politiche e militari sono dipese dallo spionaggio militare. Solo per citare due esempi, nel corso della seconda guerra mondiale, le seguenti battaglie ebbero un peso decisivo nella sconfitta dell'Asse ed entrambe furono propiziate per via spionistica. Tutto questo, per non tralasciare l'importanza capitale della decrittazione della macchina cifrante tedesca "Enigma", dai nazisti ritenuta inviolabile.
La Battaglia di Midway (4 - 6 giugno 1942), combattuta fra Stati Uniti e Giappone per il predominio nell'area dell'Oceano Pacifico e dell'Oceania, vide la schiacciante vittoria dei primi e il declino del secondo, il quale fino a quel momento era passato di vittoria in vittoria. I giapponesi stavano cercando di infliggere la "spallata" decisiva agli americani e avevano individuato nel caposaldo dell'Atollo di Midway il punto debole dello schieramento avversario. Come diversivo avevano iniziato l'invasione dell'Arcipelago delle Aleutine, che rappresenta tuttora l'unico territorio americano invaso dai tempi dalla guerra del 1812 - 1814 contro la Gran Bretagna. Gli americani, però, avevano decrittato - già dal 1940 ad insaputa dei giapponesi stessi - con il sistema "Codice Magic" i codici militari giapponesi ed erano informati sia del diversivo rappresentato dalle Aleutine, sia del fatto che l'obiettivo principale fosse un altro, sebbene i giapponesi non l'avessero a quel momento reso noto esplicitamente. Avevano intuito che l'obiettivo principale potesse essere Midway, per cui tesero un tranello ai nipponici diramando la falsa notizia che Midway fosse senza riserve d'acqua potabile per un guasto al dissalatore di acqua marina. Il messaggio venne trasmesso in un codice cifrato di cui era segretamente nota la violazione da parte del nemico, il quale, nei successivi comunicati, iniziò a parlare del "problema" della sete che affliggeva l'isola. Quando furono note le date dell'attacco, i giapponesi constatarono, con grande loro sorpresa, di aver di fronte l'intera forza navale statunitense.
Nuovamente, durante il conflitto del Pacifico, gli americani decisero di eliminare definitivamente la mente strategica del nemico: abbattere l'aereo che trasportava l'ammiraglio Isoroku Yamamoto (1884 - 1943), il che puntualmente avviene il 18 aprile 1943 sulla verticale di Bougainville nelle Isole Salomone. Tutto questo esattamente un anno dopo il primo bombardamento americano su Tokyo, avvenuto il 18 aprile 1942.
La battaglia di Mosca (5 - 20 dicembre 1941) fu vinta dai russi sui nazisti perché il servizio segreto sovietico aveva ricevuto da Richard Sorge (1895 - 1944), la più grande spia russa del secondo conflitto mondiale, la notizia riservata che i giapponesi avrebbero attaccato i soli americani. I tedeschi, in pratica, si ritrovarono di fronte tutte le fresche armate siberiane, acclimatate alle rigide temperature dell'inverno russo e alle tempeste di neve, provenienti dalle regioni del Pamir e degli Altai, il cui fronte era stato - grazie ai rapporti inviati da Sorge - sguarnito in tutta sicurezza. I russi, nel secondo conflitto mondiale, disponevano del più efficiente sistema di spionaggio, a differenza dei tedeschi che avevano il miglior servizio segreto della prima guerra mondiale. In pratica, i russi, nel corso della battaglia di Mosca, avevano replicato sostanzialmente la tattica che i Romani adottarono nel 207 a.C., intercettando i rifornimenti di Annibale (247 a.C. - 183 a.C.) nella Battaglia del Metauro. Adolf Hitler (1889 - 1945) in persona ebbe a dire: "I russi sono degli esseri inferiori, ma Stalin ha un'unica dote in più di me, ovvero il suo servizio segreto". Iosif Stalin (1879 - 1953) aveva effettivamente infiltrato Berlino con una potente rete spionistica, denominata "Orchestra Rossa" ("Die Rote Kapelle") e - per non esser da meno - aveva infiltrato Londra e Washington con gli agenti del "Gruppo di Cambridge" di Kim Philby (1912 - 1988).
Lo "spionaggio civile" fu invece praticato la prima volta dai Fenici intorno al 1000 a.C., essendo questo popolo dedito soprattutto al commercio via mare. Lo spionaggio civile si prefigge, come scopi, quelli di accaparrarsi i segreti industriali e le strategie commerciali e finanziarie del nemico, ma anche degli alleati in quanto concorrenti commerciali. Anche in questo campo, nel corso della storia, non si contano gli episodi occorsi, da quelli semileggendari che videro coinvolti i banchieri Rothschild nel 1815 durante e dopo i Cento Giorni (si narra che i Rothschild, a conoscenza della sconfitta francese nella Battaglia di Waterloo, ancor prima che in Gran Bretagna giungesse la notizia ufficiale dell'esito dello scontro, avessero diramato il falso comunicato di una sconfitta inglese per far implodere la borsa di Londra e accaparrarsi i titoli a prezzi stracciati), alla recente vicenda della commessa degli aerei passeggeri tra l'americana Boeing e il consorzio europeo "Airbus", con la vittoria dei primi.

## Codici cifrati
Già nel 1900 a.C. gli Egizi usavano geroglifici diversi dagli standard per le comunicazioni tra faraone e i generali. Nel IX secolo a.C. a Sparta era in uso un rudimentale sistema per brevi dispacci militari: la scitala. Era un bastoncino di legno, attorno al quale era arrotolata una striscia di pelle con il messaggio. Per decifrare il messaggio bisognava possedere una bacchetta identica. Nell'Antico Testamento biblico furono rintracciate tre tecniche crittografiche. In primo luogo l'Atbash - acronimo nato dall'unione delle prime e delle ultime due lettere dell'alfabeto ebraico, ovvero Aleph, Taw, Beth, Shin - usato dal profeta Geremia, che sostituiva la prima lettera dell'alfabeto con l'ultima, la seconda con la penultima e così via. Poi c'era l'Albam, che richiedeva che l'alfabeto fosse diviso in due parti e che ogni lettera di una metà fosse sostituita con la corrispondente dell'altra metà. E infine ci fu l'Atbash in cui le lettere erano legate fra di loro da relazioni numeriche. Il codice usato da Giulio Cesare, di cui si è già parlato, comportava la traslitterazione: ogni lettera del testo era sostituita da quella che la segue di tre posti (ad esempio la A diventava D).
Nel Medioevo i monaci in testi sacri avevano molti messaggi nascosti con codici segreti.
Nel XV secolo l'umanista ed architetto Leon Battista Alberti inventò una "maniera di scrivere occultissima e comodissima della quale nessuna è più rapida e facile a leggersi e più segreta": con il suo "sistema polialfabetico"(più alfabeti mescolati e cambiati saltuariamente secondo uno schema segreto), nasceva la crittografia moderna. Il metodo prevedeva l'utilizzazione di un meccanismo cifrante costituito da due dischi che ruotano l'uno sull'altro, in modo che la stessa lettera del testo in chiaro non fosse sempre cifrata con uno stesso carattere.
Nel XVI secolo Blaise de Vigenère propose in un trattato (1586) un codice che ebbe molta fortuna e che porta il suo nome (Cifrario di Vigenère). Utilizzava 26 alfabeti cifranti per trascrivere in codice un solo messaggio. Le prime macchine cifranti nascono tra XIX e XX secolo all'epoca dell'invenzione del telegrafo e della radio. Famoso fu il cifrario di Jefferson, ideato dal futuro presidente statunitense Thomas Jefferson.
La Repubblica di Venezia ebbe importanza storica nell'uso dei codici cifrati. Già nel Duecento compaiono alcune lettere greche ed ebraiche, allora ignote ai più, al posto di nomi propri o frasi importanti; nel Trecento si svilupparono i nomenclatori ed il linguaggio convenzionale spesso mutuato dal mondo mercantile (olive=fanteria; limoni=cavalleria; immediata spedizione di un carico=immediata conclusione della pace); il Quattrocento vede l'ampliamento dei nomenclatori con l'uso, oltre che della lingua ebraica, di lineette trasversali, di figure e segni di fantasia, spesso tratti dal linguaggio dell'alchimia.

## La figura della spia
La spia è un soggetto agente, incaricato di carpire informazioni segrete.
Accanto alle spie pure (coloro che unicamente raccolgono, elaborano, comunicano informazioni), esiste tutta una categoria di spie che adottano anche tecniche di sabotaggio, disinformazione, omicidio mirato, fino a fomentare disordini, a compiere delitti per assicurare soggetti pericolosi alla giustizia del proprio paese ("Agente provocatore"), ad azioni di commando vero e proprio.
Nella finzione letteraria, Ian Fleming (1908 - 1964), lo scrittore che aveva militato nei servizi segreti britannici, propone il modello di James Bond, l'Agente 007. Nella realtà, abbiamo casi clamorosi quali il rapimento del gerarca nazista Adolf Eichmann (1906 - 1962) da parte del Mossad israeliano nel 1960 in Argentina, oppure la vicenda che vide coinvolto il KGB nel 1978 a Londra nell'omicidio dello scrittore dissidente bulgaro Georgi Markov (1929 - 1978), ucciso con un veleno contenuto nella punta dell'ombrello.

## Lo spionaggio nel mondo

### Russia
In Russia lo zarismo istituì già nei primi decenni del XIX secolo un apparato repressivo diretto all'interno e all'esterno del paese, la Terza Sezione della Cancelleria Imperiale o "Terzo Reparto", dopo che lo zar Nicola I (1796-1855) fu impressionato dalla Rivolta dei Decabristi, tragicamente fallita nel 1825.
Il culmine del potere repressivo nel paese si ebbe tuttavia con l'istituzione della famigerata Ochrana, 1881, una centrale che s'occupava di repressione del dissenso (polizia politica), di spionaggio militare e di controspionaggio, riuscendo anche a decifrare tutti i codici in uso agli Imperi centrali, garantendo, così, un ottimo servizio alla causa della Triplice Intesa durante la prima guerra mondiale. L'Ochrana, che venne sciolta nel 1917 con il trionfo del Bolscevismo durante la Rivoluzione d'ottobre, fu anche un centro di disinformazione, cui tanto dovette l'antisemitismo europeo del XX secolo. Pare oramai accertato, da parte degli storici che il falso dossier sulla fantomatica congiura ordita dal sionismo internazionale, i Protocolli dei Savi di Sion fossero stati redatti proprio a cura dell'Ochrana, responsabile diretta anche dei tremendi e ripetuti pogrom che afflissero la comunità ebraica russa tra il 1890 e il 1910.
L'Ochrana, diretta emanazione del Ministero degli Interni, sorse sulle ceneri del preesistente Ufficio per la Sicurezza dell'Ordine e della Pace Pubblici, che fallì nel prevenire gli attentati dell'Anarchia Internazionale e funse da modello per tutti i servizi segreti russi fino ai giorni nostri. Infatti, appena preso il potere a San Pietroburgo (ribattezzata nel 1924 con il nome di Leningrado), i bolscevichi incaricarono un polacco, Feliks Ėdmundovič Dzeržinskij (1877 – 1926), di creare una polizia politica che nelle intenzioni avrebbe dovuto esser solo provvisoria ed esistere fino alla vittoria finale nella guerra civile. Venne così istituita la Čeka, nel 1917. La statua di Dzeržinskij troneggiava davanti al palazzo della Lubjanka, la sede moscovita dei Servizi Segreti ("Il palazzo dal cui marciapiede ognuno velocemente trasmigra su quello opposto", come afferma un detto russo), fino agli ultimi giorni dell'agosto 1991, quando venne abbattuta a furor di popolo a seguito del fallito golpe operato dal KPSS (il Partito Comunista Sovietico) contro le riforme del segretario Michail Gorbačëv (1931 - 2022), evento che terminerà con la caduta del comunismo in Russia. I servizi segreti sovietici furono riorganizzati varie volte nel corso della settantennale esistenza dell'URSS.
Nel 1922 la GPU prese il posto della Čeka e a esso seguì, nel 1934, la terribile NKVD, il principale strumento del terrore staliniano. Le purghe staliniane, tra il 1930 e il 1953 (alla morte di Stalin) condussero alla morte almeno 20 milioni di persone e altrettante furono deportate e imprigionate nei GULAG. Alla NKVD sono attribuite tutte le epurazioni all'interno del Partito Comunista Sovietico, dalla tuttora irrisolta uccisione del capo del partito di Leningrado, Sergej Kirov (1886 - 1934) alle morti di Nikolaj Bucharin (1888 - 1938), di Lev Trotskij (1879 - 1940), di Lev Kamenev (1883 - 1936), di Grigorij Zinov'ev (1883 - 1936), del primo grande ambasciatore sovietico, Georgij Vasil'jevič Čičerin (1872 - 1936), del generale responsabile nel 1921 della repressione della rivolta di Kronstadt, Michail Nikolaevič Tuchačevskij (1893 - 1937), solo per citare i più noti, i quali (ad eccezione di Trotskij) furono politicamente riabilitati dopo la morte, a partire dal 1956 con la destalinizzazione nell'Unione Sovietica.
Curioso è l'episodio che vide coinvolto il generale Tuchačevskij, il quale era all'apice del successo e della carriera quando venne arrestato in base ad un falso dossier contro di lui fabbricato ad arte dai servizi segreti nazisti e fatto pervenire ai russi per via diplomatica tramite la neutrale Cecoslovacchia. È certo che il generale dell'Armata Rossa avesse suscitato l'invidia e la gelosia di Stalin, ma sta emergendo il fatto che, con ogni probabilità, egli fosse effettivamente implicato in un complotto per rovesciare il dittatore georgiano che vedeva coinvolti anche i servizi segreti francesi e inglesi. Confermata è - invece - la notizia che lo scopo dei nazisti fosse di togliere di mezzo la mente strategica dell'esercito sovietico in prospettiva dell'attacco sferrato anni dopo, nel 1941 e quello di Stalin di eliminarlo pur a conoscenza della falsità del dossier fabbricato ad arte dai nazisti.
Anche alcuni direttori dell'NKVD finirono vittima del loro stesso apparato repressivo: Genrich Grigor'evič Jagoda (1891 - 1938), il suo successore, Nikolaj Ežov (1895 - 1940) e - pare - pure il potentissimo successore, Lavrentij Berija (1899 - 1953), stesse per esser epurato quando Stalin morì. Il fatto che Berija fosse sulla "lista nera" di Stalin è stato interpretato da alcuni storici nell'ottica di un complotto per eliminare Stalin, alcuni dettagli circa la morte di Stalin appaiono sospetti e i dubbi non sono a oggi stati chiariti. Per quanto concerne la sorte di Berija, egli non poteva sospettare d'esser stato inserito nelle tavole di proscrizione dei nuovi gerarchi. Egli venne fucilato a qualche mese di distanza dalla morte di Stalin, in segretezza, su ordine del gruppo politico - militare che successe a Stalin e che vedeva nel potentissimo e temutissimo dirigente dei servizi segreti un pericolo.
Il direttorio che prese il potere alla morte di Stalin poteva contare sull'appoggio delle Forze Armate, soprattutto sulla collaborazione del generale in capo, eroe della seconda guerra mondiale e comandante supremo dell'Armata Rossa, Georgij Konstantinovič Žukov, che aveva parecchi conti in sospeso con Berija e l'NKVD. L'NKVD, nel frattempo, era stato ribattezzato MVD nel 1946 e scorporato nel 1954 a formare il KGB, notevolmente ridotto in potenza, che rimase in vigore fino al 1991, quando, con la caduta del comunismo, venne ribattezzato per l'ennesima volta, divenendo l'FSB.

### Italia
Il primo abbozzo di servizio segreto nacque durante i primi mesi della Grande Guerra, quando ci si trovò a dover affrontare il grave problema dei sabotaggi alle navi da guerra italiane. Il servizio segreto austro-ungarico aveva impiantato sul suolo italiano un'efficiente rete di sabotatori, di attentatori e di spie già dalla fine dell'Ottocento. Inoltre aveva pianificato già dal biennio 1907 - 1909 l'attacco contro l'altopiano di Asiago, che si concretizzò solo nel 1916, nel corso della "Strafexpedition". Lo scasso della cassaforte del consolato austro-ungarico di Zurigo, nel 1917, permise lo smantellamento dell'intera rete spionistica e di sabotaggio operante nella penisola italiana. Tra il 1920 e il 1930, la riorganizzazione dei servizi di sicurezza produsse la genesi di ben quattro organizzazioni scollegate e spesso in competizione fra loro, e tutte ostacolate nel loro operato dall'OVRA.
Il Servizio Informazioni Militare (SIM) dipendeva dallo Stato Maggiore dell'Esercito e operava unicamente a favore di quest'organismo, in totale autonomia rispetto alle restanti Forze Armate.
Il Centro di Controspionaggio Militare e Servizi Speciali (CCMSS) dipendeva anch'esso dall'esercito, ma, dal 1939, era stato separato dal SIM e riportava al sottosegretario del Ministero della Guerra. Questa partizione, com'è intuibile, fu gravida di effetti negativi sulla capacità operativa integrata dei nostri servizi di sicurezza.
Il Servizio informazioni segrete (SIS), era, invece, dipendente dalla Marina Militare. Per conto di questa forza armata, esso svolgeva funzioni di spionaggio e controspionaggio completamente in autonomia rispetto ai precedenti servizi, rispetto ai quali fu spesso in competizione.
Il Servizio Informazioni dell'Aeronautica (SIA) era la cenerentola di tutti i servizi segreti. Esso assolveva analoghi cómpiti dei summenzionati servizi a favore di questa forza armata ch'era ancora a livello embrionale.
Dal dopoguerra i servizi furono ricostituiti con il SIFAR prima (mentre all'interno di ciascuna forza armata operava il Servizio informazioni operative e situazione (SIOS)) e il Servizio informazioni difesa (SID) dopo, poi la riforma del 1977 il SID fu sdoppiato con la creazione di un servizio civile e uno militare (SISMI e SISDE), fino alla riforma del 2007, che ha diviso i servizi per competenze territoriali: AISI per l'interno e AISE per l'estero.

### Germania
Fu soprattutto durante la prima guerra mondiale che lo spionaggio si sviluppò in Germania. Infatti, durante le battaglie, venivano mandati alcuni uomini dal kaiser che andavano a spiare ciò che facevano i nemici; poi questi uomini tornavano alla base, raccontando ciò che avevano potuto osservare. Anche grazie a questo metodo la Germania riuscì molte volte a penetrare nei territori nemici.

### Gran Bretagna
Lo spionaggio nella Gran Bretagna è affidato al SIS, più comunemente noto come MI6.

### Stati Uniti d'America
Lo spionaggio statunitense viene praticato soprattutto dalle due maggiori compagnie di servizi segreti americane, ovvero la CIA e la NSA.

## Lo spionaggio nel diritto internazionale
La Convenzione dell'Aia definisce le condizioni che devono verificarsi perché un dato individuo possa essere riconosciuto come spia e stabilisce che esso, anche se colto in flagrante, non possa essere condannato senza regolare processo.
Gran parte dello spionaggio tra Stati condotto "sul campo" è affidato a funzionari distaccati nelle ambasciate e nominalmente inseriti nell'organigramma dell'ambasciata stessa nei ruoli più diversi (in particolare come attaché culturali). In questo modo essi possono beneficiare dello status diplomatico nel caso vengano colti in flagrante nel corso dello svolgimento di attività illegali. Di questi, alcuni sono agenti dichiarati, cioè non fanno nulla per nascondere il loro vero compito e sono noti al controspionaggio dello Stato ospitante.
In ogni caso parte degli agenti operanti in territorio ostile cercherà di celare la sua reale identità fingendo di svolgere un'attività di copertura (come ad esempio quella di rappresentante di commercio o di addetto stampa) che gli consenta di godere di maggiore libertà di movimento, rinunciando però alla protezione offerta dal passaporto diplomatico in caso di cattura. Una spia che agisca al di fuori della copertura diplomatica non può fruire delle garanzie previste nella Convenzione di Ginevra. Se un diplomatico è scoperto a commettere un reato, infatti, è dichiarato persona non grata dallo Stato ospitante ed espulso. Seguendo regole non scritte, ma comunemente accettate, il suo Paese ne protesterà l'innocenza nonostante tutto e come ritorsione espellerà a sua volta un diplomatico della parte avversa residente nel suo territorio per salvaguardare la sua immagine. Quando una spia che agisce senza copertura diplomatica è colta in flagrante può essere arrestata e condannata. Nelle democrazie può godere della protezione stabilita dalla Convenzione dell'Aia, mentre negli Stati dove non vi è rispetto per i diritti umani l'agente più spesso sparisce in campi di lavoro forzato e può venire torturato e ucciso senza processo; il suo Paese non ha alcuno strumento legittimo per aiutarlo se non scambiarlo (nel caso si giunga a un accordo in tal senso) con un agente della parte avversa precedentemente catturato.
Lo spionaggio, quando venga svolto da un cittadino dello stesso Stato che ne è l'obiettivo, è generalmente punito come reato di tradimento. In molti Paesi lo spionaggio è un crimine punibile con la morte o con l'ergastolo. ad esempio, lo spionaggio è un reato punibile con la morte negli Stati Uniti, benché il ricorso a tale pena sia piuttosto raro.
Le spie o presunte tali talvolta subiscono processi pubblici e condanne largamente pubblicizzate presso l'opinione pubblica dello Stato vittima, per motivi di propaganda o per ottenere vantaggi politici indiretti (ad esempio durante le campagne elettorali presidenziali).

## Episodi famosi
- Clamore suscitò, nel secondo dopoguerra, il "Caso Rosenberg", le due spie (i coniugi Ethel e Julius Rosenberg) che trasmisero all'Unione Sovietica parte dei segreti atti alla costruzione della bomba atomica, quando l'opinione pubblica mondiale si mobilitò per salvarli inutilmente dalla sedia elettrica. Pare accertata la colpevolezza dei coniugi, ma pare anche che le informazioni trafugate fossero del tutto insignificanti ai fini della realizzazione dell'arma nucleare. E comunque ben poco fu il danno da loro apportato agli Stati Uniti, se paragonato al caso di Klaus Fuchs, che passò ai sovietici segreti nucleari ben più importanti e che - tuttavia - se la cavò con un periodo di detenzione in Gran Bretagna.
- Altro caso che creò notevoli ripercussioni a livello internazionale fu l'abbattimento dell'aereo-spia Lockheed U-2 ("Dragoon Lady") del capitano dell'USAF Gary Powers (1929 - 1977) da parte della contraerea sovietica. Il 1º maggio del 1960, durante un volo sull'Unione Sovietica fu abbattuto con un missile terra-aria presso Sverdlovsk (ora Ekaterinburg), un centro ai piedi dei monti Urali; catturato e poi processato come spia, fu condannato a tre anni di reclusione e sette di lavori forzati. Tuttavia dopo solo ventuno mesi fu scambiato insieme con lo studente americano Frederic Pryor, presso il ponte di Glienicke a Potsdam, Germania, per il colonnello del KGB Vilyam Fisher (Rudoľf Abeľ). L'incidente causò la cancellazione del vertice di Parigi - che si sarebbe dovuto tenere due settimane dopo - tra i presidenti americano Eisenhower e russo Chruščëv ed un decennio di tensioni tra le due superpotenze, innescando anche una corsa al riarmo che venne arrestata solo quando, nel 1985 venne eletto Gorbačëv alla presidenza dell'URSS. Oltre alla prigionia in Unione Sovietica, il capitano Powers venne licenziato dalla CIA, subì diversi processi - dopo la liberazione - in patria da parte dell'FBI anche se venne assolto da tutte le accuse e fu lasciato dalla moglie. Ad un giornalista che lo stava intervistando e che - ironicamente - gli chiese dove stesse volando quella fatidica giornata, per nulla scomposto, Powers rispose: "Non abbastanza in alto".
- Durante la prima guerra mondiale, analogo clamore suscitò il caso della ballerina olandese naturalizzata francese, Mata Hari (1876 - 1917) condannata e fucilata nel castello di Vincennes da parte dei francesi. Cortigiana più che spia professionista, Mata Hari fu assoldata prima dal servizio segreto tedesco e poi da quello francese. Inesperta e forse superficiale, Mata Hari venne arrestata dai francesi in séguito all'intercettazione di un messaggio radio tedesco, appositamente trasmesso in un codice già decrittato dai francesi, che la indicava quale "Agente H - 21". I tedeschi, all'avanguardia durante la prima guerra mondiale, nel campo dello spionaggio (ma non altrettanto nel corso del successivo conflitto), pare abbiano volontariamente sacrificato Mata Hari per salvare dall'identificazione il loro agente più valido e di cui ancor oggi s'ignorano le generalità (si sa solo che era una donna), tale "Fräulein Doktor" e, nel contempo, abbandonando l'infido agente Mata Hari al suo tragico destino.
- Una persona che promette fedeltà alla Corona Inglese e che spia per un paese straniero rischia l'ergastolo per tradimento, nel caso in cui venga dimostrato che ha aiutato i nemici della Gran Bretagna. Il caso più noto riguarda Kim Philby e i suoi amici (i cosiddetti "Cinque di Cambridge"). In realtà una spia straniera potrebbe essere processata per tradimento perché una temporanea fedeltà alla Corona è dovuta da chiunque si trovi volontariamente nel Regno Unito, a eccezione dei legittimi combattenti nemici. Durante la seconda guerra mondiale le spie tedesche in Gran Bretagna vennero giustiziate per perfidia, un reato speciale che copriva ogni aiuto dato al nemico, anche se da parte di cittadini stranieri. Generalmente, in tempo di guerra, non si va tanto per il sottile e la fucilazione è la norma per spie e sabotatori, sia che appartengano a stati stranieri (belligeranti o meno), sia che siano cittadini del medesimo Stato che ha subito il danno. Alternativamente, a questi agenti, se scoperti, può esser offerta salva la vita in cambio del loro passaggio al servizio della nazione vittima della loro precedente attività: una sorta di "doppio gioco". Analogamente, in tempo di guerra, anche i militari nemici, infiltrati nelle retrovie nemiche in incognito (in abiti civili o - peggio ancora - con divisa non del proprio paese) vengono immediatamente fucilati.

La guerra fredda vide il susseguirsi di un'intensa attività di spionaggio tra gli Stati Uniti e i suoi alleati e l'Unione Sovietica, la Repubblica Popolare Cinese e i suoi alleati, in particolare per quel che riguardava i segreti relativi alle armi nucleari. Recentemente, le agenzie di spionaggio si concentrano prevalentemente sullo scambio illegale di droga e su presunti terroristi.
Per tre decenni gli Stati Uniti hanno sviluppato numerose applicazioni in quel che viene ora definito il campo delle comunicazioni e del controllo. Con l'avanzare del progresso tecnologico, i mezzi e i metodi di spionaggio si sono sviluppati dal "wire tapping" (derivazione di cavi) dell'era Nixon, attraverso i programmi dell'era di Reagan come Echelon (di proprietà della NSA) e Carnivore (controllo delle e-mail svolto dall'FBI), alla sorveglianza di tutte le trasmissioni elettroniche, inclusi i telefoni cellulari, le e-mail, le mail vocali, trasmissioni wireless attraverso tecniche quali lo sniffing dei pacchetti trasmessi e il trace routing. Per quel che riguarda l'Unione Sovietica si dice che avesse realizzato la più estesa e avanzata rete di spionaggio riuscendo ad inserire infiltrati anche nei posti più riservati, causando numerosi scandali.
Nel 2000 un gruppo di hacker noto come L0pht dimostrò che la loro conoscenza in termini di tecnologia rendeva possibile l'accesso a qualsiasi livello di sicurezza, ottenendo i documenti riservati relativi. L0pht divenne in seguito @stake, un consulente di sicurezza recentemente acquisito da Symantec e in seguito consulente della DIA (Defense Intelligence Agency). Successivamente, ma è difficoltoso verificarne la fondatezza, si è diffusa la notizia di alcuni pirati informatici europei od americani passati al servizio dei servizi segreti della Repubblica Popolare Cinese.
A partire da gennaio 2000 una lunga lista di agenzie di spionaggio ha scandagliato le banche dati delle borse mondiali con lo scopo di rintracciare potenziali finanziamenti finalizzati al riciclaggio di denaro proveniente da traffici illeciti, o con finalità di supporto al terrorismo. Tale programma è stato formalizzato il 26 ottobre 2001 nel Patriot Act. Per motivi tecnici, tali rilevazioni vengono svolte senza preavviso e da allora si discute se la necessità renda tale procedura legale. C'è chi avanza dubbi sui vantaggi effettivi di un sistema che viola il segreto bancario delle banche occidentali, non riuscendo a ottenere risultati significativi per quel che riguarda le banche islamiche che operano in maniera sensibilmente differente.
Gli Stati Uniti sorvegliano tutte le comunicazioni interne al Paese per ottenere informazioni economiche e politiche che possano contribuire alla propria sicurezza. Dal 2002, grazie ai nuovi programmi di sorveglianza satellitare e droni armati con missili, gli Stati Uniti dichiarano di essere in grado di sorvegliare in tempo reale e rispondere con la forza a ogni potenziale minaccia situata in qualunque parte del mondo.

## Tecniche e tecnologia per lo spionaggio
- ECHELON
- Manipolare agenti
- Operazioni "Ricatto"
- Apparecchi nascosti
- Crittografia
- Corriere
- Nascondiglio
- Intercettare
- Operazioni con False insegne
- Trappola di miele
- Interrogatorio
- Copertura non ufficiale - NOC
- Frequenze radio dedicate (numbers stations)
- Apparecchi a ricezione monodirezionale
- Steganografia
- Sorveglianza
- TEMPEST — Apparecchi di protezioni per equipaggiamento da spia.

## Nella cultura popolare
Visto che non si sa molto sulle vere spie, l'idea popolare dell'agente si è formata grazie alla letteratura e alla filmografia del XX e XXI secolo.
Simile alla figura dell'investigatore privato, l'agente segreto è spesso un eroe solitario, a volte amorale ed esistenzialista, operante al di fuori delle comuni regole della società.
James Bond, il protagonista dei romanzi di Ian Fleming, che diede vita ad una fortunata serie di film, è forse il più famoso agente dell'immaginario. Secondo, per importanza, è il più verosimile agente George Smiley, nato dalla penna di John Le Carré, noto scrittore di spy stories.
Le spie sono abbondanti nei videogiochi, dove il lavoro sporco dello spionaggio è messo in risalto. Le situazioni di gioco prevedono, tipicamente, agenti segreti inviati sul campo a scopo eversivo. Queste figure sono più orientate all'azione di quello che avviene in realtà, e tendono a preferire l'infiltrazione alla raccolta di informazioni. Alcuni esempi sono Metal Gear e Tom Clancy's Splinter Cell.
Nel mondo dei supereroi della Marvel Comics, è presente lo S.H.I.E.L.D. (Strategic Homeland Intervention Enforcement Logistic Division) di cui capo è Nick Fury. Essa ha un grande ruolo nel crossover The Avengers. Le sue spie più famose sono: Natasha Romanoff (Vedova Nera) e Clint Barton (Occhio di falco).

### Miscellanea
- Andrew, Christopher. Solo per gli occhi del presidente: l'intelligence e i presidenti americani da Washington a Bush (1996)
- Amedeo Benedetti, L'osservazione per l'intelligence e l'indagine, Genova, Erga, 2003. ISBN 88-8163-333-7
- Amedeo Benedetti, Decisione e persuasione per l'intelligence (e la politica), Genova, Erga, 2004. ISBN 88-8163-355-8
- Black, Ian. La guerra segreta di Israele: la storia dei servizi segreti di Israele (1992)
- Friedman, George. La guerra segreta degli USA: Dentro alla guerra mondiale nascosta tra gli USA e i suoi nemici (2005), dall'11 settembre
- Kahn, David The Codebreakers: Storia delle comunicazioni segrete dai tempi antichi a Internet (1996), 1200 pagine
- Knightley, Philip. La seconda professione più vecchia del mondo: Spie e Spionaggio nel XX secolo (1986)
- Lerner, K. Lee and Brenda Wilmoth Lerner, eds. Enciclopedia dello spionaggio, Intelligence and Sicurezza (2003), 1100 pagine. 850 articoli, il migliore sulla tecnologia
- O'Toole, George. Tradimento onorevole: storia dello U.S. Intelligence, spionaggio, azioni sotto copertura dalla rivoluzione americana alla CIA (1991)
- Owen, David. Segreti nascosti: storia completa dello spionaggio e delle tecnologie usate (2002), divulgativo
- Richelson, Jeffery T. La comunità del U.S. Intelligence (4th ed. 1999)
- Smith Jr., W. Thomas. Enciclopedia della CIA (2003), divulgativo
- Vecchioni, Domenico. "Spie. Storia degli 007 dall'antichità all'era moderna". Olimpia, 2007 (divulgativo)
- Vecchioni, Domenico. "Storia degli 007 dall'era moderna a oggi". Olimpia, 2008 (divulgativo)
- West, Nigel. MI6: Operazioni del servizio segreto inglese 1909-1945 (1983)
- West, Nigel. Guerra Segreta: Storia dell'SOE, organizzazione dei guastatori inglesi in tempo di guerra (1992)
- Wohlstetter, Roberta. Pearl Harbor: Avvertimento e decisione (1962)
- Giorgio Boatti, Giuliano Tavaroli. "Spie. I servizi segreti delle multinazionali: dossier, intercettazioni, guerre informatiche", Mondadori (2008)
- AA.VV Studi politico-strategici.Intelligence e strategia vol. III, New Press, 2008
- Vecchioni Domenico, Storia degli agenti segreti. Dallo Spionaggio all'Intelligence, Greco e Greco editori, Milano (2015)
- Alessandro Gentili, L'intelligence nell'epopea napoleonica, in Gnosis-rivista italiana di intelligence, n. 4 del 2017, pagg. 105 ss., AISI, Roma
- Marco Paracchini, Bond Ages - 007 sguardi sul cinema di James Bond, Undici Edizioni 2018 ISBN 9788894823264

### Prima guerra mondiale
- Beesly, Patrick. Room 40. (1982). Riguarda la violazione di codici tedeschi da parte dell'RN, inclusi la corruzione turca, il telegramma Zimmermann, e la disfatta dello Jutland.
- Kahn, David. The Codebreakers. (1996). Riguarda la decrittazione di codici russi e la vittoria di Tannenberg.
- May, Ernest (ed.) Conoscere il proprio nemico: Stato dell'Intelligence prima delle due guerre  (1984)
- Tuchman, Barbara W.  Il telegramma Zimmermann (1966)

### Seconda guerra mondiale: 1931-1945
- Storia illustrata (Ed. Mondadori) N° 144 (ottobre 1969) - Numero Speciale "Lo spionaggio nella Seconda guerra mondiale" pp. 25 – 26.
- Babington-Smith, Constance. Spie dell'aria: la storia dello spionaggio fotografico nella seconda guerra mondiale (1957)
- Ferraro, Gianni, Enciclopedia dello spionaggio nella Seconda Guerra mondiale (2010), con prefazione di Corrado Augias, Sandro Teti Editore.
- Hinsley, F. H. and Alan Stripp. Codebreakers: I retroscena della storia a Bletchley Park (2001)
- Hinsley, F. H. Intelligence britannica durante la seconda guerra mondiale (1996) storia ufficiale, riunione di volumi separati in unico volume.
- Hohne, Heinz. Canaris: Il capo delle spie di Hitler (1979)
- Jones, R. V. Guerra di maghi: Intelligence Scientifica britannica 1939-1945 (1978)
- Kahn, David. The Codebreakers. (1996).
- Kahn, David. Le spie di Hitler: Intelligence militare tedesca nella seconda guerra mondiale (1978)
- Kahn, David. Decifrando Enigma: La corsa alla decrittazione dei codici degli U-Boat tedeschi, 1939-1943 (1991)
- Lewin, Ronald. I maghi americani: Codici, Cifre e la sconfitta del Giappone (1982)
- May, Ernest (ed.) Conoscere il proprio nemico: Stato dell'Intelligence prima delle due guerre  (1984)
- Persico, Joseph. La guerra segreta di Roosevelt: FDR e spionaggio durante la seconda guerra mondiale (2001)
- Persico, Joseph. Casey: vita e segreti di William J. Casey-Dall'OSS alla CIA (1991)
- Smith, Richard Harris. OSS: la storia segreta della prima agenzia di spionaggio americana (2005)
- Stanley, Roy M.  Intelligence fotografica durante la seconda guerra mondiale (1981)
- Vecchioni, Domenico." Spie della Seconda Guerra Mondiale", Olimpia, 2004 (divulgativo)
- Wark, Wesley. Il nemico finale: Intelligence britannico e Germania nazista, 1933-1939 (1985)
- Wark, Wesley K. Innocenza crittografata: le origini dell'Intelligence di segnalazione in Canada durante la seconda guerra mondiale, Journal of Contemporary History 22 (1987)
- Mimmo Franzinelli, Guerra di spie. I servizi segreti fascisti, nazisti e alleati. 1939-1943, Mondadori (2006)
- Zaffiri, Gabriele Abwehr - il servizio segreto militare del Terzo Reich, Nicola Calabria Editore, Patti (Me), 2008, ISBN 978-88-95544-91-5

### Guerra fredda: 1945-1991
- Aldrich, Richard J. La mano occulta: America e Gran Bretagna e l'Intelligence segreto della guerra fredda  (2002).
- Ambrose, Stephen E. Le spie di Ike: Eisenhower e la creazione dell'Intelligence (1981).
- Andrew, Christopher, and Oleg Gordievsky. KGB: i retroscena delle operazioni estere da Lenin a Gorbachev (1990).
- Aronoff, Myron J. Storie di spie di John Le Carré: Bilanciando etica e politica (1999).
- Bissell, Richard. Riflessioni di un guerriero freddo: da Yalta alla Baia dei Porci (1996)
- Bogle, Lori, ed. Spie e spionaggio della guerra fredda (2001), saggi da
- Dorril, Stephen. MI6: Nel mondo sotto copertura dei servizi di sua maestà (2000).
- Dziak, John J. Chekisty: storia del KGB (1988)
- Falanga, Gianluca Il Ministero della Paranoia. Storia della Stasi (2012).
- Gates, Robert M. Dalle ombre: la storia definitiva di 5 presidenti e di come vinsero la guerra fredda (1997)
- Haynes, John Earl, and Harvey Klehr. Venona: Decodificando lo spionaggio russo in America (1999).
- Helms, Richard. uno sguardo sopra la spalla: una vita nella CIA (2003)
- Mitrokhin. Andrew and Vasili Mitrokhin. L'archivio Mitrokhin (1999). vol 1, sul KGB
- Murphy, David E., Sergei A. Kondrashev, and George Bailey. Berlino, campo di battaglia: CIA contro KGB nella guerra fredda (1997).
- Persico, Joseph. Casey: vita e segreti di William J. Casey-Dall'OSS alla CIA (1991)
- Prados, John. Le guerre segrete dei Presidenti: operazioni sotto copertura di CIA e Pentagono dalla seconda guerra mondiale (1996)
- Srodes, James. Allen Dulles (2000), capo della CIA fino al 1961
- Weinstein, Allen, and Alexander Vassiliev. La foresta maledetta: spionaggio sovietico in America ai tempi di Stalin (1998)